# Thác Bà (thị trấn)
Thác Bà là một thị trấn thuộc huyện Yên Bình, tỉnh Yên Bái, Việt Nam.

## Địa lý
Thị trấn Thác Bà có vị trí địa lý:
- Phía đông giáp tỉnh Tuyên Quang
- Phía nam giáp xã Hán Đà
- Phía tây giáp thị trấn Yên Bình và xã Thịnh Hưng
- Phía bắc giáp xã Bạch Hà và xã Vĩnh Kiên.

Thị trấn Thác Bà có diện tích 12,95 km², dân số năm 2019 là 3.679 người, mật độ dân số đạt 284 người.

## Lịch sử
Ngày 23 tháng 2 năm 1977, Bộ trưởng Văn phòng phủ Thủ tướng ra Quyết định 661-VP18 về việc thành lập thị trấn Thác Bà thuộc huyện Yên Bình.
Ngày 28 tháng 4 năm 2023, UBND tỉnh Yên Bái ban hành Quyết định số 653/QĐ-UBND về việc công nhận thị trấn Thác Bà là đô thị loại V.